# Montenegró a 2020. évi nyári olimpiai játékokon
Montenegró a japán Tokióban megrendezett 2020. évi nyári olimpiai játékok egyik részt vevő nemzete. Az országot 7 sportágban 34 sportoló képviselte, akik érmet nem szereztek.

## Atlétika
Férfi
| Versenyző       | Versenyszám   | Selejtező | Selejtező | Döntő    | Döntő    |
| Versenyző       | Versenyszám   | Eredmény  | Helyezés  | Eredmény | Helyezés |
| --------------- | ------------- | --------- | --------- | -------- | -------- |
| Danijel Furtula | Diszkoszvetés | 59,93 m   | 24.       | kiesett  | kiesett  |

Női
| Versenyző      | Versenyszám | Selejtező | Selejtező | Döntő    | Döntő    |
| Versenyző      | Versenyszám | Eredmény  | Helyezés  | Eredmény | Helyezés |
| -------------- | ----------- | --------- | --------- | -------- | -------- |
| Marija Vuković | Magasugrás  | 195 cm    | 1.        | 196 cm   | 9.       |

## Cselgáncs
Női
| Versenyző      | Versenyszám  | Selejtező         | 32-es főtábla        | Nyolcaddöntő      | Negyeddöntő       | Elődöntő          | Vigaszág elődöntő | Bronz- mérkőzés   | Döntő             | Helyezés |
| Versenyző      | Versenyszám  | Ellenfél Eredmény | Ellenfél Eredmény    | Ellenfél Eredmény | Ellenfél Eredmény | Ellenfél Eredmény | Ellenfél Eredmény | Ellenfél Eredmény | Ellenfél Eredmény | Helyezés |
| -------------- | ------------ | ----------------- | -------------------- | ----------------- | ----------------- | ----------------- | ----------------- | ----------------- | ----------------- | -------- |
| Jovana Peković | Félnehézsúly | erőnyerő          | Prodan (CRO) · 00–01 | kiesett           | kiesett           | kiesett           | kiesett           | kiesett           | kiesett           | 17.      |

## Kézilabda

### Női
Játékoskeret
| Montenegrói női kézilabdacsapat-játékoskeret | Montenegrói női kézilabdacsapat-játékoskeret                                                                                 |
| --- | --- |
| - Marina Rajčić - Jovanka Radičević - Đurđina Jauković - Matea Pletikosić - Anastasija Babović - Dijana Mugoša - Andrea Klikovac - Ljubica Nenezić | - Tatjana Brnović - Ivona Pavićević - Ema Ramusović - Majda Mehmedović - Jelena Despotović - Itana Grbić - Nikolina Vukčević |

Eredmények
| Hely. | Csapat           | M | Gy | D | V | G+  | G–  | Gk  | P  | Továbbjutás |
| ----- | ---------------- | - | -- | - | - | --- | --- | --- | -- | ----------- |
| 1.    | Norvégia (NOR)   | 5 | 5  | 0 | 0 | 170 | 123 | +47 | 10 | Negyeddöntő |
| 2.    | Hollandia (NED)  | 5 | 4  | 0 | 1 | 169 | 143 | +26 | 8  | Negyeddöntő |
| 3.    | Montenegró (MNE) | 5 | 2  | 0 | 3 | 139 | 142 | −3  | 4  | Negyeddöntő |
| 4.    | Dél-Korea (KOR)  | 5 | 1  | 1 | 3 | 147 | 165 | −18 | 3  | Negyeddöntő |
| 5.    | Angola (ANG)     | 5 | 1  | 1 | 3 | 130 | 156 | −26 | 3  |             |
| 6.    | Japán (JPN) (R)  | 5 | 1  | 0 | 4 | 124 | 150 | −26 | 2  |             |

1. 1 2  Dél-Korea 31–31 Angola

| 2021. július 25. 14:15 (7:15) | Montenegró (MNE) | 33–22       | Angola (ANG) | Jojogi Nemzeti Sportcsarnok, Tokió Játékvezetők: Alpaidze, Berezkina (RUS) |
| 2021. július 25. 14:15 (7:15) | Radičević 12     | (20–10)     | Fonseca 6    | Jojogi Nemzeti Sportcsarnok, Tokió Játékvezetők: Alpaidze, Berezkina (RUS) |
| 2021. július 25. 14:15 (7:15) | 3× 2×            | Jegyzőkönyv | 5×           | Jojogi Nemzeti Sportcsarnok, Tokió Játékvezetők: Alpaidze, Berezkina (RUS) |

| 2021. július 27. 9:00 (2:00) | Japán (JPN)     | 29–26       | Montenegró (MNE) | Jojogi Nemzeti Sportcsarnok, Tokió Játékvezetők: Alpaidze, Berezkina (RUS) |
| 2021. július 27. 9:00 (2:00) | Hara, Ikehara 6 | (14–13)     | Brnović 6        | Jojogi Nemzeti Sportcsarnok, Tokió Játékvezetők: Alpaidze, Berezkina (RUS) |
| 2021. július 27. 9:00 (2:00) | 8× 1×           | Jegyzőkönyv | 3× 2×            | Jojogi Nemzeti Sportcsarnok, Tokió Játékvezetők: Alpaidze, Berezkina (RUS) |

| 2021. július 29. 16:15 (9:15) | Montenegró (MNE) | 23–35       | Norvégia (NOR)  | Jojogi Nemzeti Sportcsarnok, Tokió Játékvezetők: Bonaventura, Bonaventura (FRA) |
| 2021. július 29. 16:15 (9:15) | Radičević 6      | (13–13)     | Mørk, Reistad 7 | Jojogi Nemzeti Sportcsarnok, Tokió Játékvezetők: Bonaventura, Bonaventura (FRA) |
| 2021. július 29. 16:15 (9:15) | 3× 2×            | Jegyzőkönyv | 3×              | Jojogi Nemzeti Sportcsarnok, Tokió Játékvezetők: Bonaventura, Bonaventura (FRA) |

| 2021. július 31. 11:00 (4:00) | Montenegró (MNE) | 28–26       | Dél-Korea (KOR)              | Jojogi Nemzeti Sportcsarnok, Tokió Játékvezetők: El-Saied, El-Saied (EGY) |
| 2021. július 31. 11:00 (4:00) | Radičević 6      | (13–11)     | I Migjong (Lee Mi-gyeong) 10 | Jojogi Nemzeti Sportcsarnok, Tokió Játékvezetők: El-Saied, El-Saied (EGY) |
| 2021. július 31. 11:00 (4:00) | 4× 2×            | Jegyzőkönyv | 3×                           | Jojogi Nemzeti Sportcsarnok, Tokió Játékvezetők: El-Saied, El-Saied (EGY) |

| 2021. augusztus 2. 19:30 (12:30) | Hollandia (NED)   | 30–29       | Montenegró (MNE) | Jojogi Nemzeti Sportcsarnok, Tokió Játékvezetők: Fonseca, Santos (POR) |
| 2021. augusztus 2. 19:30 (12:30) | Van der Heijden 5 | (17–12)     | Radičević 8      | Jojogi Nemzeti Sportcsarnok, Tokió Játékvezetők: Fonseca, Santos (POR) |
| 2021. augusztus 2. 19:30 (12:30) | 5× 1×             | Jegyzőkönyv | 3× 2×            | Jojogi Nemzeti Sportcsarnok, Tokió Játékvezetők: Fonseca, Santos (POR) |

Negyeddöntő
| 2021. augusztus 4. 9:30 (2:30) | Montenegró (MNE) | 26–32       | Az Orosz Olimpiai Bizottság versenyzői (ROC) | Jojogi Nemzeti Sportcsarnok, Tokió Játékvezetők: Kurtagic, Wetterwik (SWE) |
| 2021. augusztus 4. 9:30 (2:30) | Radičević 10     | (15–17)     | Vjahireva 8                                  | Jojogi Nemzeti Sportcsarnok, Tokió Játékvezetők: Kurtagic, Wetterwik (SWE) |
| 2021. augusztus 4. 9:30 (2:30) | 1× 1×            | Jegyzőkönyv | 7×                                           | Jojogi Nemzeti Sportcsarnok, Tokió Játékvezetők: Kurtagic, Wetterwik (SWE) |

| Csapat           | Helyezés |
| ---------------- | -------- |
| Montenegró (MNE) | 6.       |

## Sportlövészet
Női
| Versenyző       | Versenyszám | Selejtező | Selejtező | Döntő   | Döntő    |
| Versenyző       | Versenyszám | Pont      | Helyezés  | Pont    | Helyezés |
| --------------- | ----------- | --------- | --------- | ------- | -------- |
| Jelena Pantović | Légpisztoly | 534       | 53.       | kiesett | kiesett  |

## Úszás
Férfi
| Versenyző       | Versenyszám | Előfutam | Előfutam | Előfutam | Elődöntő | Elődöntő | Elődöntő | Döntő   | Döntő    |
| Versenyző       | Versenyszám | Idő      | Hely.    | Össz.    | Idő      | Hely.    | Össz.    | Idő     | Helyezés |
| --------------- | ----------- | -------- | -------- | -------- | -------- | -------- | -------- | ------- | -------- |
| Boško Radulović | 100 m gyors | 53,60    | 5.       | 61.      | kiesett  | kiesett  | kiesett  | kiesett | kiesett  |

Női
| Versenyző        | Versenyszám | Előfutam | Előfutam | Előfutam | Elődöntő | Elődöntő | Elődöntő | Döntő   | Döntő    |
| Versenyző        | Versenyszám | Idő      | Hely.    | Össz.    | Idő      | Hely.    | Össz.    | Idő     | Helyezés |
| ---------------- | ----------- | -------- | -------- | -------- | -------- | -------- | -------- | ------- | -------- |
| Andela Antunović | 100 m gyors | 1:00,01  | 2.       | 49.      | kiesett  | kiesett  | kiesett  | kiesett | kiesett  |

## Vitorlázás
Férfi
| Versenyző     | Versenyszám | Futam | Futam | Futam | Futam | Futam | Futam | Futam | Futam | Futam | Futam | Futam   | Pontszám | Helyezés |
| Versenyző     | Versenyszám | 1     | 2     | 3     | 4     | 5     | 6     | 7     | 8     | 9     | 10    | É       | Pontszám | Helyezés |
| ------------- | ----------- | ----- | ----- | ----- | ----- | ----- | ----- | ----- | ----- | ----- | ----- | ------- | -------- | -------- |
| Milivoj Dukić | Laser       | 29    | 1     | 12    | 26    | 5     | 11    | 15    | 27    | 26    | 14    | kiesett | 137      | 17.      |

## Vízilabda

### Férfi
Játékoskeret
| Montenegrói férfi vízilabdacsapat-játékoskeret                                                                          | Montenegrói férfi vízilabdacsapat-játékoskeret                                                        |
| --- | --- |
| - Slaven Kandić - Draško Brguljan - Miroslav Perković - Marko Petković - Uroš Čučković - Vlado Popadić - Stefan Vidović | - Aleksa Ukropina - Aleksandar Ivović - Vladan Spaić - Dušan Matković - Dušan Banićević - Itana Grbić |

Csoportkör
B csoport
| Hely. | Csapat              | M | Gy | D | V | G+ | G– | Gk  | P  | Továbbjutás |
| ----- | ------------------- | - | -- | - | - | -- | -- | --- | -- | ----------- |
| 1.    | Spanyolország (ESP) | 5 | 5  | 0 | 0 | 61 | 31 | +30 | 10 | Negyeddöntő |
| 2.    | Horvátország (CRO)  | 5 | 3  | 0 | 2 | 62 | 46 | +16 | 6  | Negyeddöntő |
| 3.    | Szerbia (SRB)       | 5 | 3  | 0 | 2 | 70 | 46 | +24 | 6  | Negyeddöntő |
| 4.    | Montenegró (MNE)    | 5 | 2  | 0 | 3 | 54 | 56 | −2  | 4  | Negyeddöntő |
| 5.    | Ausztrália (AUS)    | 5 | 2  | 0 | 3 | 49 | 60 | −11 | 4  |             |
| 6.    | Kazahsztán (KAZ)    | 5 | 0  | 0 | 5 | 35 | 92 | −57 | 0  |             |

1. 1 2  Horvátország 14–12 Szerbia
2. 1 2  Ausztrália 10–15 Montenegró

| 2021. július 25. 15:30 (8:30) | Ausztrália (AUS)     | 10–15       | Montenegró (MNE) | Tokyo Tatsumi International Swimming Center Játékvezetők: Adrian Alexandrescu (ROU), Alessandro Severo (ITA) |
| 2021. július 25. 15:30 (8:30) | (5–4, 2–2, 1–4, 2–5) |             |                  | Tokyo Tatsumi International Swimming Center Játékvezetők: Adrian Alexandrescu (ROU), Alessandro Severo (ITA) |
| 2021. július 25. 15:30 (8:30) | Campbell 3           | Jegyzőkönyv | Ukropina 4       | Tokyo Tatsumi International Swimming Center Játékvezetők: Adrian Alexandrescu (ROU), Alessandro Severo (ITA) |

| 2021. július 27. 11:30 (4:30) | Montenegró (MNE)     | 6–8         | Spanyolország (ESP) | Tokyo Tatsumi International Swimming Center Játékvezetők: Sébastien Dervieux (FRA), Georgios Stavridis (GRE) |
| 2021. július 27. 11:30 (4:30) | (2–3, 1–2, 2–2, 1–1) |             |                     | Tokyo Tatsumi International Swimming Center Játékvezetők: Sébastien Dervieux (FRA), Georgios Stavridis (GRE) |
| 2021. július 27. 11:30 (4:30) | Matković 3           | Jegyzőkönyv | három játékos 2     | Tokyo Tatsumi International Swimming Center Játékvezetők: Sébastien Dervieux (FRA), Georgios Stavridis (GRE) |

| 2021. július 29. 15:30 (8:30) | Horvátország (CRO)   | 13–8        | Montenegró (MNE) | Tokyo Tatsumi International Swimming Center Játékvezetők: Arkadii Voevodin (RUS), Kun György (HUN) |
| 2021. július 29. 15:30 (8:30) | (1–1, 6–4, 4–3, 2–0) |             |                  | Tokyo Tatsumi International Swimming Center Játékvezetők: Arkadii Voevodin (RUS), Kun György (HUN) |
| 2021. július 29. 15:30 (8:30) | Fatović 3            | Jegyzőkönyv | három játékos 2  | Tokyo Tatsumi International Swimming Center Játékvezetők: Arkadii Voevodin (RUS), Kun György (HUN) |

| 2021. július 31. 10:00 (3:00) | Montenegró (MNE)     | 19–12       | Kazahsztán (KAZ) | Tokyo Tatsumi International Swimming Center Játékvezetők: Frank Ohme (GER), Georgios Stavridis (GRE) |
| 2021. július 31. 10:00 (3:00) | (5–3, 6–3, 3–3, 5–3) |             |                  | Tokyo Tatsumi International Swimming Center Játékvezetők: Frank Ohme (GER), Georgios Stavridis (GRE) |
| 2021. július 31. 10:00 (3:00) | három játékos 4      | Jegyzőkönyv | Ruday 3          | Tokyo Tatsumi International Swimming Center Játékvezetők: Frank Ohme (GER), Georgios Stavridis (GRE) |

| 2021. augusztus 2. 14:00 (7:00) | Szerbia (SRB)        | 13–6        | Montenegró (MNE) | Tokyo Tatsumi International Swimming Center Játékvezetők: Alessandro Severo (ITA), Frank Ohme (GER) |
| 2021. augusztus 2. 14:00 (7:00) | (6–1, 2–1, 3–2, 2–2) |             |                  | Tokyo Tatsumi International Swimming Center Játékvezetők: Alessandro Severo (ITA), Frank Ohme (GER) |
| 2021. augusztus 2. 14:00 (7:00) | Filipović 3          | Jegyzőkönyv | Ivović 3         | Tokyo Tatsumi International Swimming Center Játékvezetők: Alessandro Severo (ITA), Frank Ohme (GER) |

Negyeddöntő
| 2021. augusztus 4. 15:30 (8:30) | Görögország (GRE)    | 10–4        | Montenegró (MNE) | Tokyo Tatsumi International Swimming Center Játékvezetők: Adrian Alexandrescu (ROU), Alessandro Severo (ITA) |
| 2021. augusztus 4. 15:30 (8:30) | (1–0, 2–1, 3–1, 4–2) |             |                  | Tokyo Tatsumi International Swimming Center Játékvezetők: Adrian Alexandrescu (ROU), Alessandro Severo (ITA) |
| 2021. augusztus 4. 15:30 (8:30) | Jenidúniasz 5        | Jegyzőkönyv | Ivović 2         | Tokyo Tatsumi International Swimming Center Játékvezetők: Adrian Alexandrescu (ROU), Alessandro Severo (ITA) |

5–8. helyért
| 2021. augusztus 6. 14:00 (7:00) | Montenegró (MNE)     | 10–12       | Horvátország (CRO) | Tokyo Tatsumi International Swimming Center Játékvezetők: Viktor Salnichenko (KAZ), Kun György (HUN) |
| 2021. augusztus 6. 14:00 (7:00) | (0–1, 4–5, 3–3, 3–3) |             |                    | Tokyo Tatsumi International Swimming Center Játékvezetők: Viktor Salnichenko (KAZ), Kun György (HUN) |
| 2021. augusztus 6. 14:00 (7:00) | Ivović 3             | Jegyzőkönyv | Vukičević 3        | Tokyo Tatsumi International Swimming Center Játékvezetők: Viktor Salnichenko (KAZ), Kun György (HUN) |

7. helyért
| 2021. augusztus 8. 9:30 (2:30) | Montenegró (MNE)     | 14–14       | Olaszország (ITA) | Tokyo Tatsumi International Swimming Center Játékvezetők: Viktor Salnichenko (KAZ), Sébastien Dervieux (FRA) |
| 2021. augusztus 8. 9:30 (2:30) | (2–3, 5–4, 4–5, 3–2) |             |                   | Tokyo Tatsumi International Swimming Center Játékvezetők: Viktor Salnichenko (KAZ), Sébastien Dervieux (FRA) |
| 2021. augusztus 8. 9:30 (2:30) | Ivović 6             | Jegyzőkönyv | Velotto 5         | Tokyo Tatsumi International Swimming Center Játékvezetők: Viktor Salnichenko (KAZ), Sébastien Dervieux (FRA) |
| 2021. augusztus 8. 9:30 (2:30) | Büntetőpárbaj:       |             |                   | Tokyo Tatsumi International Swimming Center Játékvezetők: Viktor Salnichenko (KAZ), Sébastien Dervieux (FRA) |
| 2021. augusztus 8. 9:30 (2:30) | 3–4                  |             |                   | Tokyo Tatsumi International Swimming Center Játékvezetők: Viktor Salnichenko (KAZ), Sébastien Dervieux (FRA) |

| Csapat           | Helyezés |
| ---------------- | -------- |
| Montenegró (MNE) | 8.       |